# Amphicallia thelwalli
Amphicallia thelwalli är en fjärilsart som beskrevs av Druce 1882. Amphicallia thelwalli ingår i släktet Amphicallia och familjen björnspinnare. Inga underarter finns listade i Catalogue of Life.

## Bildgalleri

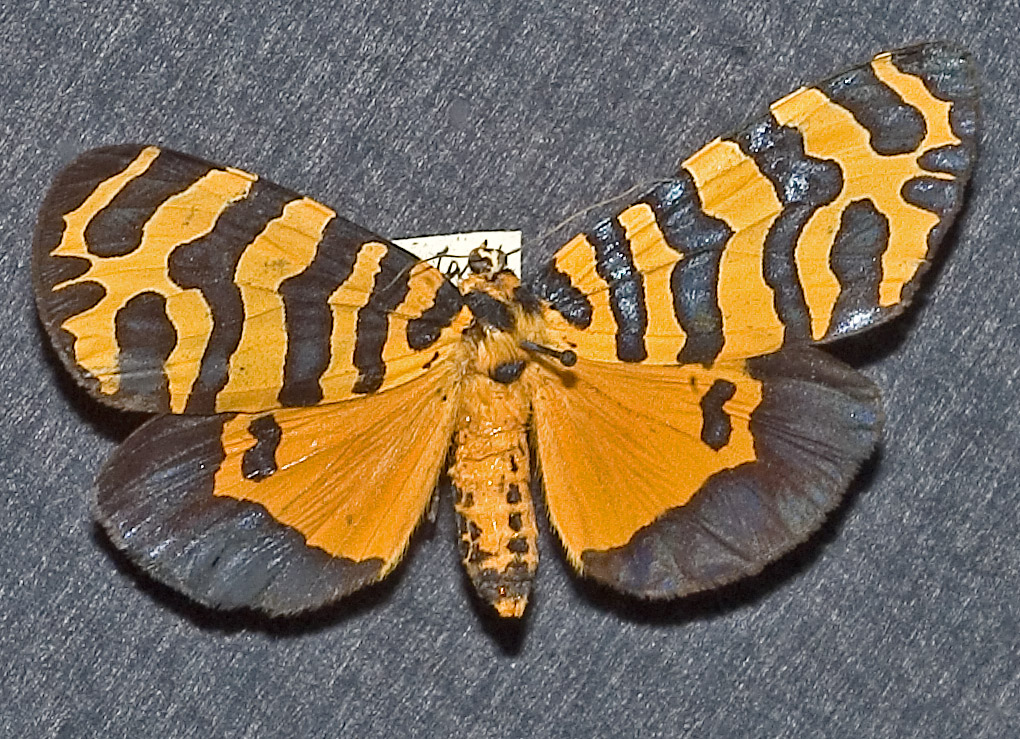
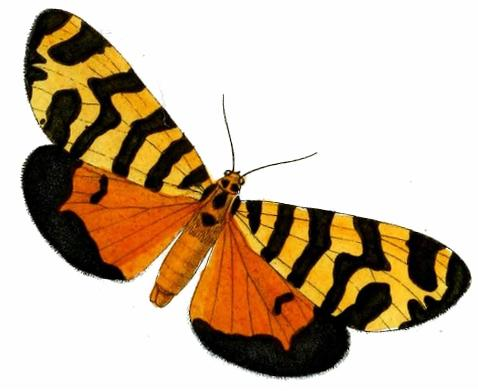